# 余名钰
余名钰，（1896年-1962年），民国时期中国“钢铁大王”。浙江省镇海县（宁波）人。

## 生平
1916年（民國五年），餘【余，無“餘”姓】名鈺畢業於北京大學礦冶系。北京大學畢業後，赴美國留學。1918年，畢業於美國加利福尼亞大學冶金系，獲得碩士學位。
1919年7月，回國，先後擔任黑龍江、江西、安徽等地礦山工程師。1923年4月，出任國立雲南大學化學系主任。1930年，出任浙江省麗水縣縣長。因當時的墾業銀行行長梁任南的邀請，辭去麗水縣長職務，赴上海，出任南昶銅廠的工程師。
1933年，合夥創辦了大鑫鋼鐵工廠股份有限公司。1934年9月，((余))名鈺出任大鑫鋼鐵廠總經理，兼任總工程師。1937年，抗日戰爭爆發，大鑫鋼鐵廠獲令遷往大後方。餘名鈺輾轉到達後方陪都重慶，參與組建了渝鑫鋼鐵廠股份有限公司，餘名鈺出任經理，兼任總工程師。餘名鈺並兼任重慶大學礦冶系主任。在此期間，獲得國民政府經濟部鋼鐵獎學基金會獎勵，是首位獲獎者。
餘名鈺赴新疆迪化（今烏魯木齊市），參與建設新疆金屬冶制廠。1945年，國共兩黨在重慶談判之時，餘名鈺受到了毛澤東的接見。
1945年，抗日戰爭勝利後，餘名鈺回到上海。1945年11月，餘名鈺接手上海日佔期間的敵產——日亞鋼業廠，成為業主。1947年1月，出任上海鋼鐵股份有限公司總經理。1947年6月，出任上海鋼鐵鍊制工業同業公會理事長。
1950年5月，餘名鈺改組日亞鋼業廠為益華鋼鐵廠，並出任總工程師。1950年8月，應中華人民共和國中央重工業部聘請，兼任鋼鐵工業管理局顧問。1951年，應王震將軍之邀，到新疆參與創建新疆鋼鐵企業，並出任新疆軍區軍工部總工程師。1951年8月，益華鋼鐵廠遷廠至新疆迪化（今烏魯木齊市），並參與組建八一鋼鐵廠，餘名鈺遂出任八一鋼鐵廠的總工程師。
1952年，餘名鈺開始研製去磷率高的渦鼓形鹼性側吹轉爐，獲得成功，餘名鈺並獲得中國國家技術委員會頒發的發明證書。1955年，回到上海，參與指導公私合營大發鑄鐵澆鋼廠的轉爐改造，獲得成功，開闢了上海鋼鐵工業渦鼓形鹼性轉爐煉鋼的先河。
1958年後，餘名鈺先後擔任北京鋼鐵研究總院一級工程師和中央農墾部鋼鐵顧問。1960年，赴新疆，試煉高錳鋼。
1962年11月30日，餘名鈺因病逝於北京，享壽六十六歲。

## 評價
- 余名鈺墓誌銘：「在黨和政府的領導下參加創建新疆鋼鐵企業工作，並在創建中表現了卓越的科學技能和熱愛祖國的革命熱情」。

## 著作
- 1956年7月，《涡鼓形碱性侧吹转炉吹炼高磷生铁》
- 1957年3月，《关于转炉炼钢两建议》（见《人民日报》）
- 《贝氏炉炼钢》
- 《铸铁》